# جبل الخطاف
جبل الخطاف هو أحد جبال فلسطين يقع شمالي جبال سلسلة جبال نابلس، وهو يمتد من جبل إسكندر الواقع في أم الفحم حتى قرية برطعة جنوبًا، ومن قرية عرعرة غربًا حتى قرية يعبد شرقًا. يبلغ ارتفاعه ما يزيد عن 350 مترًا فوق سطح البحر. اكتسب الجبل اسمه من اسم طائر السنونو والذي يعرف أيضًا باسم الخطاف وهو شائع في المنطقة وقيل الخطاف هي الوحوش نسبة إلى النمور التي سكنت هذا الجبل قديمًا وما زالت مغارة في قرية برطعة حتى يومنا هذا تسمى مغارة النمرة.

## مواقع أثرية
تقع على الجبل الكثير من الخرب الأثرية منها خربة برطعة وخربة الطويلة وخربة عباس وخربة أم القطف وخربة الشيخ زيد، ولعل أبرزها خربة صالح الخطيب المهجّرة، والتي أقيمت على أنقاضها مستوطنة كتسير في الثمانينيات القرن الماضي، وكذلك هناك موقع أثري مهم يعود للعصر الروماني يسمى قصر الفيض والفيض هو اسم قبيلة عربية حكمت في عصر المماليك، وكانت وظيفة القلعة حماية البوابة الغربية لوادي عارة.

## معركة أحراش الخطاف
تعرف معركة أحراش الخطاف بمعركة يعبد وهي المعركة غير المتكافئة بين جيش الاستعمار البريطاني والثوار الفلسطينيين، والتي استشهد فيها الشهيد القائد عز الدين القسام في تاريخ 20 نوفمبر/ تشرين الثاني عام 1935